# 奥罗莫人
奧羅莫人是一個主要分布在衣索比亞的民族，同時也有部分分布在肯亞東部、北部以及索馬利亞。 奧羅莫人是衣索比亞中人口最多的一個民族，占了衣索比亞總人口中約34.4%的比例；也有調查聲稱達到了40%的比例。現今衣索比亞人口約為1億400萬，而在衣索比亞境內之奧羅莫人人口約為3500萬左右。
奧羅莫人擁有自己的語言，為奧羅莫語，也稱阿方奧羅莫或奧羅米法（Afaan Oromoo/Oromiffa）語，是亞非語系中庫希特語族分支的一部分。奧羅莫人又被稱為加拉人（Galla），此稱呼帶有貶意。奧羅莫一詞的稱呼在1893年首次出現，直到了20世紀下半葉才逐漸脫離原有貶意的稱呼，改稱為奧羅莫人。
奧羅莫人有自身的傳統宗教，但大部分信仰基督教與伊斯蘭教。加達制度（Gadaa）歷史悠久，是古代奧羅莫人為實現自我民主管理而創制的，融政治、經濟和社會制度為一體的綜合體系，在加達制度中，奧羅莫人會選出自己的領導人，選出的領導人有8年的任期，在8年後必須卸任。而選舉同樣為8年舉行一次。

## 民族分佈、人口與語言

### 民族分佈與人口
奧羅莫人主要分布於伊索比亞、肯亞東部與北部、還有索馬利亞等地。。根據統計，現今奧羅莫人約有3500萬人。大約95％的人是定居農民和游牧牧民，實行古老的耕作方式。少數人住在都市中。
奧羅莫人分為兩個主要分支，博拉納奧羅莫人與巴倫圖奧羅莫人。
- 博拉納奧羅莫人

博拉納奧羅莫人也稱為博兰人（Boran），是生活在衣索比亞南部博拉納地區、肯亞北部及索馬利亞部分地區的一個牧民團體。
- 巴倫圖奧羅莫人

巴倫圖奧羅莫人主要居住在奧羅米亞州東部的西哈勒爾蓋地區、阿爾西地區、巴萊地區、西南施瓦地区；德雷達瓦市；索馬里州的法法恩地區、阿法爾州的第三地区；阿姆哈拉州的奧羅米亞地區；及提格雷州的拉雅阿勒博（Raya Azebo）。
這兩個主要群體又分為各種氏族，由西到東，由北到南，下列為這些子群體之名稱。
博拉納奧羅莫人包括了：
- Samaalo
  - Walaabuu
    - Rayyaa
      - Karrayyuu
      - Walloo
      - Macha Oromo （页面存档备份，存于），分布在迪德薩河、奧莫河及吉貝地區等。
        - Sirba
        - Libaan
        - Jaawwii
        - Daal'ee
        - Jiddaa

      - Tulama Oromo，分布在奧羅米亞州與阿迪斯阿貝巴市。
        - Daaccii
          - Oboo
            - Diigaluu
            - Eekka
            - Guulaalee
            - Gumbichuu
            - Konnoo
            - Yaayee

          - Galaan
            - Aabuu
            - Adaa
            - Gaduulaa
            - Jaarsoo
            - Jiddaa
            - Libaan

          - Soddo
            - Libaan
            - Odituu
            - Tummee

        - Bachoo
          - Garasuu
          - Illu
          - Meexaa
          - Uruu
          - Waajituu

        - Jiillee
- Ormaa
  - Dayyaa
  - Komboo
    - Guji Oromo（页面存档备份，存于），分布在奧羅米亞州。
      - Hokkuu
      - Maaxii
      - Uragaa

除此之外，還有許多氏族的分支。
巴倫圖奧羅莫人包括了
- The Marawa Oromo，主要分布在西哈勒爾蓋地區。
  - Ittu Oromo（页面存档备份，存于）
    - Galaan Ituu
      - Warra Alga
      - Warra Babbu
      - Warra Gaduulaa
      - Warra Gaammoo

    - Kurraa Ittu
      - Warra Addayyoo
      - Warra Arojji
      - Warra Bayye
      - Warra Wacallee
      - Warra Wayye
      - Warra Qallu
- The Worji Oromo（页面存档备份，存于），是分布在衣索比亞中部的商人團體。
- The Afran Qallo，衍生出主要4個分支，分別為：[23]
  - Ala Oromo，分布在埃雷爾河一帶及哈勒爾市以西。
    - Warra Abbayi
    - Warra Kaakoo
    - Warra Nunnu
    - Warra Ere
    - Warra Galaan
    - Warra Diiramuu
    - Warra Gutayyu
    - Warra Buubbu
    - Warra Arroji
    - Warra Goollo
    - Warra Abbadho
    - Warra Meettaa

  - Oborra Oromo，分布在Ituu Oromo（页面存档备份，存于）和Ala Oromo之間。
  - Babille Oromo，分布奧羅米亞州內的埃雷爾河東邊。
  - Arsi Oromo，主要分布在奧羅米亞州內的巴萊地區及阿爾西地區。
    - Mandoo Arsi
      - Warra Buulalaa
      - Warra Wacalee
      - Warra Waajii
      - Warra Ilaan
      - Warra Hawaxa
      - Warra Utaa
      - Warra Jawwii

    - Sikko Arsi
      - Warra Waayyuu
      - Warra Harawaa
      - Warra Biltuu
      - Warra Kajawaa
      - Warra Rayyaa
- The Humbannaa Oromo，分布在Ittu Oromo（页面存档备份，存于）的南方及埃雷爾河西邊。
  - Aniyaa Oromo
    - Warra Biduu
    - Warra Koyee
    - Warra Maccaa
    - Warra Annaa
    - Warra Babboo
    - Warra Malkaa
    - Warra Dambi
- Dhumuga Oromo
  - Warra Heela
  - Warra Akkiyaa
  - Warra Kajaammo
  - Warra Heebaana
  - Warra Asallaa

除上述之外，還有一些分支：
- The Qallu（页面存档备份，存于），分布在阿瓦什河和德雷達瓦市等地。
- The Gabra people（页面存档备份，存于），分布在肯亞北部與摩亞雷等邊界區域。
- The Sherifa（页面存档备份，存于），分布在阿瓦什河、德雷達瓦市與哈勒爾等地。

## 語言
奧羅莫人擁有自己的語言，為奧羅莫語，也稱阿方奧羅莫或奧羅米法（Afaan Oromoo/Oromiffa）語，是亞非語系中庫希特語族分支的一部分，為非洲東北部國家衣索比亞中西部的通行語言。奧羅莫語也使用在伊索比亞的北部，以及索馬利亞、蘇丹、肯亞和埃及等地區。根據民族語統計，現今使用奧羅莫語的人數為17,465,900人。原先奧羅莫語與伊索比亞的阿姆哈拉語一樣使用吉茲字母來拼寫，但自1991年開始由奧羅莫解放陣線定案，由吉茲字母改為用26個拉丁字母來拼音。

### 分類
民族語將奧羅莫語系分為以下四種：
- 波拉納語，通行於衣索比亞南部和肯亞北部的波拉納人。ISO code [gax]
- 東奧羅莫語（Eastern Oromo（页面存档备份，存于）），通行於奧羅米亞州的西哈勒爾蓋地區、東哈勒爾蓋地區、巴萊地區。ISO code [hae]
- 奧瑪語（Orma（页面存档备份，存于）），通行於肯亞。ISO code [orc]
- 中西奧羅莫語（West–Central Oromo（页面存档备份，存于））。ISO code [gaz]

### 使用者
大約85%的奧羅莫語使用者生活在衣索比亞，其中大部分位於奧羅米亞州。同時奧羅莫語也是衣索比亞最多人使用的語言。此外，有部分的使用者生活在索馬利亞。在肯亞，有722,000位使用者使用奧瑪語（Orma Language（页面存档备份，存于））及波拉納語這兩種語言與奧羅莫語極為相似，有密切的關連。在非洲，奧羅莫語為使用者數量第四多之語言，次於阿拉伯語、斯瓦希里語和豪薩語。而除了以奧羅莫語作為母語的人之外，有部分種族的人為了溝通，會將奧羅莫語作為第二語言。舉例來說，在奧羅米亞州，奧摩語族中的班巴西語使用者及尼羅-撒哈拉語系的夸瑪人，會因需要與他人溝通而將奧羅莫語視為第二語言。

### 輔音和母音
如大多其它衣索比亞的語言一樣，無論是閃語族、庫希特語族或奧摩語族，奧羅莫語的輔音也有一組擠喉音，即伴隨著爆破音和聲門關閉的塞音或塞擦音。
奧羅莫語有一組東方庫希特語族中典型的五長五短的母音，由雙寫五個母音字母來表示長音。母音的長度用區分詞義，例如：hara“湖”，haaraa“新”。長輔音在奧羅莫語中也很重要，也就是說輔音的長度可用來區分詞義，例如：badaa“壞”，baddaa“高原”。
在Qubee字母包含複合字母ch, dh, ny, ph, sh，對這些複合字母的長輔音情況並沒有規定，一些書寫者用雙寫複合字母的第一個字母來表示長輔音，如：qopphaa'uu“做好準備”。在下面的表格中，當國際音標與奧羅莫字母寫法不同時用方括號寫在後面。音素/p v z/出現在括弧中，因為它們僅出現在近年來的詞彙中。注意，自從這種拼寫法實施以來還有一些細微的變化：x ([tʼ]) 最初寫作 th。還在一些作者間出現了混亂：本應使用 c 和 ch 表示[tʃʼ]和[tʃ]，但在一些早期工作中用 c 表示了[tʃ]、用 ch 表示了[tʃʼ]，甚到用 c 表示了兩個不同的音，究竟發哪個音取決於出現在詞彙中的位置。在本條目中 c 始終表示[tʃʼ]而 ch 則表示[tʃʼ]。
|                |        | 雙唇音/ 唇齒音 | 齒齦音/ 捲舌音 | 齦顎音/ 硬顎音 | 軟顎音 | 聲門音 |
| -------------- | ------ | -------------- | -------------- | -------------- | ------ | ------ |
| 塞音 與 塞擦音 | 清音   | (p)            | t              | ch /tʃ/        | k      | ' /ʔ/  |
| 塞音 與 塞擦音 | 濁音   | b              | d              | j /dʒ/         | g /ɡ/  |        |
| 塞音 與 塞擦音 | 擠喉音 | ph /pʼ/        | x /tʼ/         | c /tʃʼ/        | q /kʼ/ |        |
| 塞音 與 塞擦音 | 內爆音 |                | dh /ɗ/         |                |        |        |
| 擦音           | 清音   | f              | s              | sh /ʃ/         |        | h      |
| 擦音           | 濁音   | (v)            | (z)            |                |        |        |
| 鼻音           | 鼻音   | m              | n              | ny /ɲ/         |        |        |
| 近音           | 近音   | w              | l              | y /j/          |        |        |
| 顫音           | 顫音   |                | r              |                |        |        |

|    | 前             | 央    | 後             |
| -- | -------------- | ----- | -------------- |
| 閉 | i /ɪ/, ii /iː/ |       | u /ʊ/, uu /uː/ |
| 半 | e /ɛ/, ee /eː/ |       | o /ɔ/, oo /oː/ |
| 開 |                | a /ɐ/ | aa /ɑː/        |

### 音調與重音
只有一個字根的倒數第二個或最後一個音節可以有一個高音調，如果倒數第二個很高，最後一個也必須很高;  這意味著奧羅莫語是一個音調重音系統（必須指定音調只有在一個音節上，而其他的是可預測的），而不是一個音調系統（每個音節必須具有其指定的音調），雖然規則是複雜的（每個語素可以對應到某一詞彙的音調形式），所以可以從音調在一般詞彙上的表現以及音調系統的表面理解來推論奧羅莫語是個高低重音系統。”「被強調」的音節是第一個音節，並且帶著高音。

### 語言政策
在1974年的衣索比亞內戰之前，與奧羅莫相關的出版品或廣播節目非常有限。已經出版的少數作品，大部分是奧羅莫與語言學家歐尼希莫斯和阿斯特·甘諾在十九世紀末所翻譯的聖經，如克拉普夫製作的1875年新約聖經，都是用吉茲字母寫的。在1974年內戰之後，政府以多種語言進行掃盲運動，包括奧羅莫語，並以奧羅莫語開始發行出版品和製作廣播節目。當時在衣索比亞印刷的所有關於奧羅莫的素材，如幾間報紙商《Bariisaa》，《Urjii》等等，都是基於傳統的腳本寫成的。
在1991年海爾·馬里亞姆·門格斯圖政府被推翻後，除了奧羅莫解放陣線控制的地區之外，其餘地區開始計劃在學校推出奧羅莫語言教學。自從奧羅莫解放陣線在1990年代初結束衣索比亞過渡時期政府，並在衣索比亞民族聯邦制新制度下建立奧羅米亞州之後，接手掌管衣索比亞的奧羅莫人民民主組織便能夠將奧羅莫語引入整個地區的小學裡（包括其他族裔群體生活在自己的語言地區），並將其作為教學語言及該地區內的管理語言，繼續在衣索比亞進行推展奧羅莫語的運動。
現今奧羅莫語為1991年後使用拉丁字母拼寫而成。以前使用過各種版本的拉丁語拼字法，主要是由衣索比亞以外的奧羅莫人和1970年代末期的奧羅莫解放陣線所拼寫。.隨著拉丁字母的採用，相較於過去100年，在1991年至1997年期間，更多的文字是以奧羅莫語寫成。在肯亞，波拉納語和瓦塔語，為奧羅莫語其中一個分支）也使用羅馬字母，但使用不同的系統。
薩帕洛文字是當地的奧羅莫文字，由謝赫·巴克里·薩帕洛在義大利入侵衣索比亞後所發明。在穆斯林人口的地區，則是使用阿拉伯文。
最早在20世紀80年代時，在肯亞已經有了以波拉納語（奧羅莫語中的一個分支）播出的無線電廣播肯尼亞之聲。在肯亞，以波拉納語的拉丁文字母拼寫而成的聖經在1995年所印製出來，但使用和衣索比亞北部不相同的拼寫規則。第一個線上的奧羅莫語字典《Afaon Oromo》由Jimma Times Oromiffa Group（JTOG）與SelamSoft合作開發。 美國之音也隨著其他非洲節目在奧羅莫地區一起播出。目前政府的國家無線電台，電視台和地方政府報紙皆是使用奧羅莫語和拉丁字母。

## 地理環境
奧羅莫人主要分布在奧羅米亞州，奧羅米亞州是衣索比亞境內根據民族而建立的九個州之一。總面積約為284,538平方公里。奧羅米亞州東接索馬利亞州;北部接壤阿姆哈拉州，阿法爾州和本尚古勒-古馬茲州;西接南蘇丹，甘貝拉州以及南方州;南接肯亞。奧羅米亞州位於衣索比亞高原上，氣候類型是熱帶季風氣候，奧羅米亞州所處海拔約為2000公尺左右，由於地勢較高的關係，氣候通常較其他赤道地區涼爽，年平均氣溫18～20℃，四季如春，降水豐富，適宜多種作物生長。奧羅米亞州90％以上的人生活在農村，通常從事小農戶工作。咖啡是該地區主要的經濟作物，是衣索比亞咖啡產量的至少一半。

## 歷史沿革

### 19世紀以前

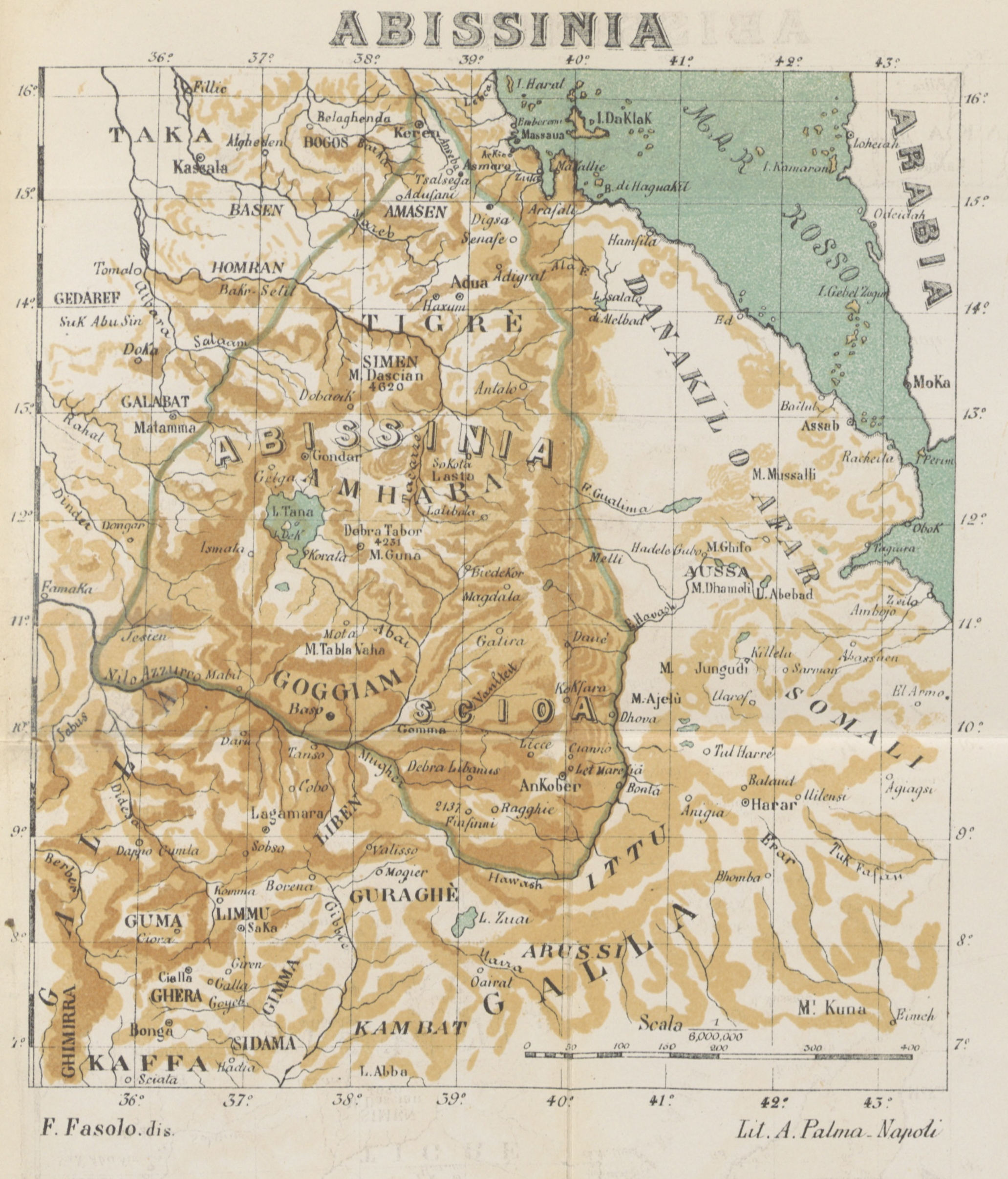
1887年由Francesco Faselo所繪製的地圖，Galla地區在右下角之處。

歷史上，使用阿方奧羅莫語（Afaan Oromoo）的人使用自己的加達制度來治理社會。除此之外，奧羅莫人還有一些與西達馬人共有的獨立王國。包括了吉拉王國（Kingdom of Gera（页面存档备份，存于））、戈瑪王國（Kingdom of Gomma（页面存档备份，存于））、加羅王國（Kingdom of Garo（页面存档备份，存于））、古瑪王國（Kingdom of Gumma（页面存档备份，存于））、吉瑪王國（Kingdom of Jimma（页面存档备份，存于））、里姆伊那瑞亞王國（Kingdom of Limmu-Ennarea（页面存档备份，存于））、吉倫王國（Jiren（页面存档备份，存于））。
現今所知最早關於奧羅莫人的文獻和詳細的歷史，是由衣索比亞修道士阿拔·巴里（Abba Bahrey）在1593年編撰的Zenahu le Galla，儘管「Gallas」一詞早就在地圖或其他地方出現過。到了十六世紀以後，奧羅莫人更常在歷史上被提及，如：阿拔·波羅斯（Abba Pawlos）、傑歐·伯謬達斯（Joao Bermudes）、吉羅里莫·羅伯（Jerorimo Lobo）、格拉德瓦斯（Galawdewos）、薩爾·登格爾（Sarsa Dengel）等人所記錄關於奧羅莫人的歷史。根據這些記錄所記載，奧羅莫人是集體生活的牧民。這些牧民的畜群開始迅速擴張，因此需要更多的放牧地。在這原因之下，他們開始遷移，但不是集體遷移，而是分群遷移。奧羅莫人並沒有國王，而是根據加達制度來選出名為盧巴（Luba）的領導人。到十六世紀末期，出現了兩個主要的奧羅莫族聯盟：阿弗雷（Afre）聯盟和薩達加（Sadaqa）聯盟。其中阿弗雷聯盟是由四個較老的氏族合併而來，薩達加聯盟則是由三個氏族合併而成。這些奧羅莫族聯盟最初是以衣索比亞南部地區為根據地，但在十六世紀開始往北方遷徙，而被稱為“大奧羅莫遷徙”。
據衣索比亞歷史學家理查德·潘克赫斯特敘述，這次遷徙與伊瑪目艾哈邁德·本·易卜拉欣首次入侵內陸非洲之角相關。據歷史學家瑪麗安·巴赫斯吉斯特（Marianne Bechhaus-Gerst）敘述，移民是十五至十六世紀非洲之角地區基督教和穆斯林軍隊之間激烈戰爭的後果之一，造成許多人死亡、人口減少，且可能造成原來的家園乾旱。此外，他們獲得了馬匹，並在加達系統幫助之下協調全副武裝的奧羅莫戰士，使奧羅莫同胞能夠在15世紀20年代開始推進，並到新的地區定居。這種擴張持續到17世紀。
奧羅莫和其他鄰近的種族，如：安哈拉人、西達馬人、阿達爾人和索馬利亞人的和平融合與暴力競爭影響了奧羅莫人的政治。在1500至1800年間，高地基督徒、沿海穆斯林和非洲之角的多神教徒之間出現了一系列戰爭與鬥爭，造成了人口重大的重新分配。
1535年左右，奧羅莫人從南部遷往北部、東部和西部，反映了索馬利亞內陸的大規模擴張。1500至1800年間，安哈拉人的遷徙也影響了衣索比亞的當代民族政治。
索馬利亞人從歐加登平原（Ogaden Plain）向西遷移到朱巴河，導致與奧羅莫人的衝突。這種擴張是索馬利亞人聖戰的一部分，以作為“控制更肥沃土地和擴大伊斯蘭教的手段”，因此，他們設法控制了現今衣索比亞的大部分地區，最遠甚至到了厄利垂亞與紅海交界的沿岸。這些地緣政治發展造成了奧羅莫人與索馬利亞人之間的競爭與衝突，並互相爭奪土地和水資源。根據口頭和文學證據，波拉納奧羅莫人和索馬利亞部族在十七和十八世紀相互殘害，特別是在邊界附近，但也有相對和平時期。

#### 奴隸
奧羅莫人與西達馬人是16世紀之前奴隸主要的來源。戰爭、綁架和司法判刑是奧羅莫人變成奴隸的原因。在一些情況下，奧羅莫的牧民會奴役定居者、部分奧羅莫人改信奉伊斯蘭教或基督教，奧羅莫社會之間的關係就會發生嫌隙。據非洲歷史學家魯道夫·瓦爾（Rudolph Ware）的說法，奴隸制已經成為非洲之角政治經濟中的核心，奧羅莫人沒有選擇。奴隸制歷史學家保羅·愛洛維奇（Paul E. Lovejoy）認為，“在1600年之前，奴隸制是北方大草原、衣索比亞和東非海岸幾個世紀以來的社會、政治和經濟秩序的基礎”。
奴隸被安哈拉人分為兩個群體，一個是「紅色」，且膚色較白；另一為「黑色」，也被稱為巴里亞（Bareya）或山卡拉（Shanqalla），說班圖語而且膚色較深。「紅色」奴隸較為昂貴且出口至外地，而「黑色」奴隸則在國內利用，如哈比沙人。說庫西特語的奧羅莫奴隸價格較貴，並出口至阿拉伯半島、波斯灣地區、奧圖曼王國和其他地方。年輕的加拉女性奴隸擔任妾和家庭幫傭，而男性則主要擔任私人軍隊和奴役勞動力。
奧羅莫人也同時奴役其他民族。根據百慕達的報導指出，十六世紀奧羅莫人在戰爭中非常兇殘，且殘暴地奴役被他們所征服地區的人民。根據阿拔·巴里（Abba Bahrey）的記錄，在伊瑪目·艾哈邁德·本·易卜拉欣（Imam Ahmad ibn Ibrahim（页面存档备份，存于））的時代，奧羅莫的盧巴部落（Luba Tribe）在達瓦羅（Dawaro）與阿達爾·馬布拉克（Adal Mabraq）進行戰爭，摧毀並佔領了該地區。他們也接管了法塔加（Fatagar）和法伊（Faj），強迫其居民服從奴隸制。
阿姆哈拉州中部是主要的奴隸販賣貿易路線必經之地，西邊和西南邊接壤錫達馬地區和古拉蓋地區，延伸到衣索比亞北部和東部。由於奴隸貿易的收入非常有利可圖，吉柏提（Jeberti People（页面存档备份，存于））、阿法爾（Afar（页面存档备份，存于））、索馬利亞和阿拉伯商人每年出口成千上萬的奴隸。根據中東和伊斯蘭歷史教授伊拉·拉皮度斯（Ira M. Lapidus）介紹，埃塞俄比亞的奴隸貿易使穆斯林受益，並增加了奧羅莫人民的伊斯蘭化。

### 19世紀
在十九世紀的頭十年，三個奧羅莫帝國主義者：恩乃亞（Enarya）、戈馬（Goma）和古馬（Guma），逐漸嶄露頭角成為地方巨頭。這些被佔領的地方被稱為加拉地（Galla-Land），包括衣索比亞中部和南部的大部分地區，及現在被其他民族所佔有的土地。在衣索比亞奧羅莫人民的觀點中，奧羅莫領導人之一的拉斯·戈巴納·達克（Ras Gobana Dacche）帶領衣索比亞往現代化發展，運用政治和軍事力量將更多地區納入衣索比亞的領土。在孟尼利克二世的統治下，戈巴納將非洲之角的許多地區納入了衣索比亞的領土中。
奧羅莫人部落之間的關係，以及與第二大族群安哈拉人的關係一直以來都極為複雜，奧羅莫人在部落間的作戰層出不窮。唐納德·萊文（Donald N. Levine（页面存档备份，存于））敘述，在450年的時間裡，持續到19世紀，安哈拉人與奧羅莫人之間的戰爭「或多或少是連續的」；安哈拉人與奧羅莫人之間的戰爭一直非常具有破壞性。在某些地區，一些奧羅莫人組成了一個聯盟，並與安哈拉人合作。
奧羅莫人與之間的相互關係一直是爭議的議題，有些學者已提出了整合性的證據，然而有些則認為到20世紀都還持續著衝突。從另一個角度來看，經過種族混合的衣索比亞人具有奧羅莫人的背景，所以部分衣索比亞將領和領導人也具有奧羅莫的血統。沃洛奧奧羅莫人（Wollo Oromo），特別是拉雅奧羅莫人（Raya Oromo）和葉如奧羅莫人（Yejju Oromo（页面存档备份，存于））是衣索比亞早期逐漸整併時，奧羅莫人中的權力持有者。後來，衣索比亞攸關中央政權的南北運動導致了在西瓦（Shewa（页面存档备份，存于））的奧羅莫人和安哈拉人獲得共治衣索比亞的權力。

#### 更多人淪為奴隸

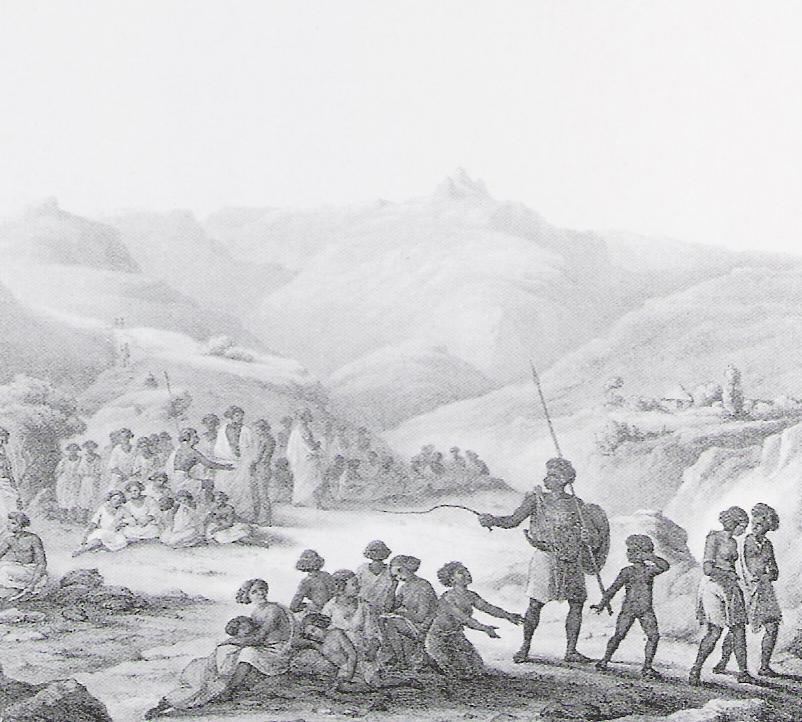
19世紀時在衣索比亞的奴隸

許多地方對於衣索比亞奴隸的需求，如：阿拉伯、波斯灣、埃及、奧圖曼帝國與其他地方，在19世紀上半葉遠遠超過了供應量，導致諸如吉柏提（Jeberti（页面存档备份，存于））商人進入衣索比亞深處尋找奴隸。根據衣索比亞歷史學家理察·潘克赫斯特敘述，
從衣索比亞許多地區到紅海、亞丁灣、蘇丹和埃及等，19世紀初廣泛奴隸販賣來源很大一部分皆來自奧羅莫地區。在十九世紀下半葉，稱為哈巴什（Habash）的衣索比亞奴隸在阿拉伯和中東市場仍保持著高度的需求，以作為商人和統治者的僕人、會計、保鏢或妻妾。這些奴隸主要來自奧羅莫和錫達馬地區，他們從吉馬、巴索（Basso）等地的奴隸市場被帶走，用大篷車一次將數以千計的人送到了紅海的馬塔馬（Metemma（页面存档备份，存于））、馬薩瓦（Massawa（页面存档备份，存于））和塔胡拉港（Tadjoura（页面存档备份，存于））。
十九世紀初，位於古杜魯（Guduru）的阿散答波（Asandabo）、位於里姆伊那瑞亞王國（Kingdom of Limmu-Ennarea（页面存档备份，存于））的薩加（Saqa）、位於吉馬（Jimma（页面存档备份，存于））的馬塔（Hermata）和位於勒加-納匡特王國（Leqa-Naqamte）的碧羅（Billo）是長久以來奴隸商和當地商人會面的主要奴隸市場。這些地區的奴隸交易是收入的主要來源。南部這些主要市場附近的商業村莊總是充滿了奴隸，上層階級為他們所渴望的進口貨物交換了這些奴隸；許多人被其他人遭到突擊搜查，奧羅莫人還會抓其他奧羅莫人當作奴隸來販賣；有時奧羅莫人因為微小的過錯而被判處奴隸制，如：欠稅，而被奧羅莫和錫達馬統治者出售。來自南方這些主要市場的奴隸向北輸往大型分銷市場，如戈賈姆地區（Gojjam（页面存档备份，存于））的巴索（Basso），西瓦地區（Shewa（页面存档备份，存于））的阿利尤安巴（Aliyu Amba（页面存档备份，存于））和阿巴杜雷索（Abdul Resul），在奴隸出口之前，這些地區對交易徵稅。

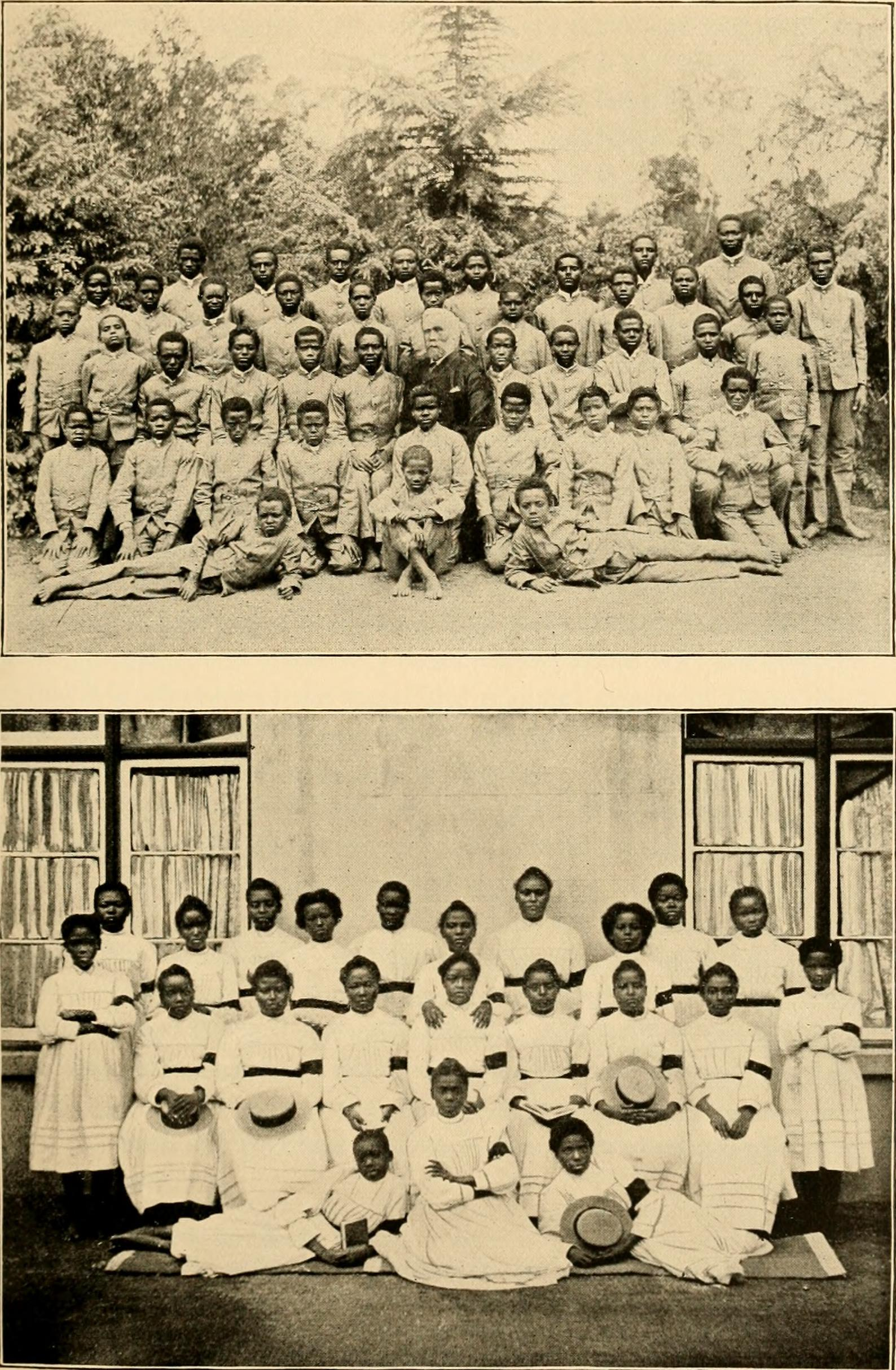
在19世紀，開始有基督教使團和歐洲的反奴役活動家開始攔截在海上的奴隸船。圖片中的人是在1897年獲救的奧羅莫奴隸，並在南非定居。

位於沿海和邊界城鎮，如馬薩瓦、塔胡拉（Tadjoura（页面存档备份，存于））和馬塔馬（Metemma（页面存档备份，存于）），或是如貢德爾（Gondar（页面存档备份，存于））和德巴克（Debarq（页面存档备份，存于））等商業中心，都會有官員對每個奴隸徵稅，稱之為「Nagadras」。一個對於奴隸運輸的研究指出，每年從衣索比亞北部出口的奴隸每年出口超過3300人，而南部每年出口4200多位奴隸。記錄中顯示，平均來說，衣索比亞南部地區每年產出15000名新奴隸，包括了奧羅莫人和西達馬人居住的地區。其中，光是吉馬地區（Jimma（页面存档备份，存于））每年出口4000位奴隸，奴隸貿易是該地最具價值的出口項目；而戈賈姆地區（Gojjam（页面存档备份，存于））則產出了7000位奴隸。
據人類學家法蘭謝絲娜·迪克里奇（Francesca Declich）所述，在19世紀和20世紀初期，索馬利亞的市場裡，販賣奴隸的活動一直處於蓬勃發展的盛況，包括謝貝利河周圍的農業地區以及都市和牧區。這些奧羅莫人奴隸在他們所居住的地區被綁架，在襲擊中被捕，或被劫持而成為俘虜。根據對於索馬利亞的市場所做的記錄，如位於摩加迪休的市場，奴隸的最高價格為年齡介於15-20歲的“加拉女人”，他們被當作妾來販賣，而主要負責家庭工作的加拉青少年奴隸和8-10歲女孩則以較低的價格在市場上販賣。
根據殖民地的英國領事館記錄，主要是奧羅莫地區出口奴隸，但衣索比亞的其他地區也出口了奴隸。由於宗教法不允許基督徒參與貿易，因此穆斯林主宰了奴隸貿易，他們往會往越來越遠的地方尋找物資。在集中管理的奧羅莫地區，如：吉貝山谷和迪德薩（Didesa），農業和工業部門主要由奴隸勞動。奴隸勞動人口變得非常巨大，在吉貝地區、吉馬地區、以前的吉拉王國和揚杰羅王國（Kingdom of Janjero（页面存档备份，存于））等地，奴隸人口佔總人口的三分之一到三分之二。

### 當代衣索比亞的形成
將奧羅莫人融入衣索比亞這個統一的國家過程的敘述有非常多種說法，其中一個敘述是暴力且被強迫的。許多學者指出，在征服和創建現代衣索比亞南部領土的期間，一個名為「neftenya-gabbar」的系統殘酷地逼迫奧羅莫人服從，孟尼利克二世的軍隊對平民和戰士實施暴行，包括酷刑、大規模殺戮和大規模奴役，還對迪齊人（Dizi People（页面存档备份，存于））和卡斐丘人（Kafficho People（页面存档备份，存于））進行了大規模的暴行。由於戰爭、飢荒和暴行造成南方人（奧羅莫人、迪齊人、卡斐丘人、山齊拉人（Shanqella（页面存档备份，存于）））死亡人數估計達數百萬。
而其他敘述則不同意此說法，如：俄羅斯作家亞歷山大·布拉圖維奇（Aleksandr Bulatovich（页面存档备份，存于））在二十世紀初期前往衣索比亞，他表示，在吉馬（Jimma（页面存档备份，存于））、勒卡（Leka（页面存档备份，存于））和韋勒加省（Welega Province（页面存档备份，存于））這樣的和平地區，先前的秩序得到保護，不會干涉他們的自治，而在戰後納入的地區，統治者也不會侵犯人民及其宗教信仰，以合法和公正對待他們。他解釋，死亡是因為許多因素造成，如：飢荒和疾病，而蹂躪了衣索比亞這一時期的歷史。
在一些敘述中提到，衣索比亞最大的兩個族群：奧羅莫人和[[]]之間的關係被稱為「阿比西尼亞封建殖民主義」（Abyssinian feudal colonialism）。
例如，根據歷史學家及作家梅庫莉雅·布夏（Mekuria Bulcha）的說法，奧羅莫人在20世紀前期就像歐洲殖民主義者一樣被安哈拉人殖民。阿比西尼亞將軍拉斯·達格爾（Ras Darge（页面存档备份，存于））下令「摧毀阿爾西地區」（Arsi mutilation）。抵抗安哈拉人佔領的奧羅莫人受到截肢和毀容之對待，且村莊也被摧毀。到1901年，奧羅莫人居住的部分地區減少至原來人口的三分之一或一半。根據阿克巴爾·艾哈邁德（Akbar Ahmad（页面存档备份，存于））的說法，安哈拉語中「Saw naw Galla?」（是人類還是加拉？）都表示安哈拉人對奧羅莫人的蔑視。在1960年代出現了政治爭端，有報導闡述說，安哈拉的領導人對奧羅莫人的教育機會有歧視。
在另一方面，有些人則不同意殖民主義的論點。據包勒斯·謬起亞斯（Paulos Milkias）和格塔丘·梅塔斐力亞（Getachew Metaferia）介紹，安哈拉人和奧羅莫人都有著相同的地理和歷史空間；兩者在文化、經濟和政治上相互交織；數百萬人從兩個群體追溯他們自身的起源；奧羅莫菁英份子是地區的要角，如貢德爾和西瓦（Shewa（页面存档备份，存于））等地；安哈拉人和奧羅莫統治精英之間的交往極為廣泛。數以千計的安哈拉人，從貴族到農民，從教育到文盲，忠實地服從奧羅莫部長和將軍，包勒斯和格塔丘說道，「就像有成千上萬的英國人，無論貴族或平民都忠實地服務於英國的非洲血統的部長和將軍」。所有的一切與安哈拉人殖民奧羅莫人的論點不一致，在殖民地制度下既不會發生也不可能發生。據一些學者說，奧羅莫人成為衣索比亞貴族的一部分，而卻不失去他們的身份。其他學者則指出，在安哈拉人統治期間，奧羅莫人的邊緣化導致許多人將他們的名字與安哈拉人融合。
據和約翰·索倫森（John Sorenson（页面存档备份，存于））介紹，在十九世紀和二十世紀時，對於奧羅莫農民進行了大規模的殘酷剝削。但實際情況更為複雜，因為一些奧羅莫人越過族裔界線，與阿比西尼亞部隊合作。這個時期奧羅莫人在衣索比亞軍隊中佔有重要地位，且皇室成員中部有奧羅莫血統。例如，伊亞蘇五世（Iyasu V（页面存档备份，存于））是衣索比亞指派但未被加冕的皇帝（1913-1916年），而海爾·塞拉西一世則是1930年至1974年衣索比亞被加冕且公認的皇帝。其他的奧羅莫人也在這時期的衣索比亞獲得較高的職位。
奧羅莫傳統主義者指出，那些爬到有權力地位的人，透過拒絕自身奧羅莫文化，而採用其他文化來使他們晉升高位。部分衣索比亞人認為，奧羅莫人是國家的一部分，但另一部份則認為，奧羅莫人有一個漫長的、被貶損的歷史，被安哈拉人等民族以「原始野蠻人」來對待，奧羅莫人需要「復興奧羅莫文化與歷史」。

## 社會、家庭與婚姻

### 家庭
奧羅莫家庭的基本單位是父系（男性）大家庭，鄰里和社區是與大家庭相連的重要社交網絡。男人是家庭中的主管，對妻子（或妻子們）和未婚子女有掌管他們的權力。典型的奧羅莫男人有一個妻子，但由於伊斯蘭教和其他文化的影響，部分奧羅莫男人與一個以上的妻子結婚（一夫多妻）。在奧羅莫社會，離婚的行為不被鼓勵。而現今，奧羅莫婦女已經開始抗拒一夫多妻制。
由於父權制和性別歧視，奧羅莫婦女被視為劣於男子，沒有權力。奧羅莫婦女生活在三重壓迫下：階級、性別和種族壓迫。在外來殖民之前，奧羅莫婦女有一個名為「siqqee」的機構來幫助他們反對男性統治和壓迫。雖然解放鬥爭中有奧羅莫婦女戰士和軍事領導者，但奧羅莫婦女的地位卻仍沒有甚麼改變。

### 加達制度
加達制度（Gadaa System（页面存档备份，存于））是衣索比亞的奧羅莫人所使用的一種傳統管理體制，經由世代累績的社群經驗所形成。人們透過該體制規範社群內的政治、經濟、社會，以及宗教活動，或用來處理紛爭、補償的問題，以及保障女性的權益。加達可說是一種規範道德、凝聚社會，以及表現社區文化的機制。加達體制下的社群共分為五個階級，其中一個階級會作為領導階層，內部有主席、官員等職位以及一個議會。每一個階級都必須經歷一系列的層級發展，最後才能成為領導階層，並每隔八年交棒給下一個階級。階級只有男性可以加入，他們的父親也都是階級成員。不過，男人們在做決策時也會諮詢女性的意見，以保障女性的權益。階級的制度會由社群內的史學家口頭傳授，內容涵蓋了歷史、法律、儀式、計時法、宇宙學、神話、行為準則，以及加達體制的功用等知識。集會和儀式通常會在西克莫無花果樹（Sycamore Tree）底下進行，而部分地區的大型部落則是會建造儀式專用的空間和加達中心。而加達體制相關的知識也會透過家庭與學校傳承給孩子。
以下是加達層級的分類：

1. Dabballee (0-8歲)
2. Folle or Gamme Titiqaa (8-16歲)
3. Qondaala or Gamme Gurgudaa (16-24歲)
4. Kuusa (24-32歲)
5. Raaba Doorii (32-40歲)
6. Gadaa (40-48歲)
7. Yuba I (48-56歲)
8. Yuba II (56-64歲)
9. Yuba III (64-72歲)
10. Gadamojjii (72-80歲)
11. Jaarsa (80歲以上)

8歲以下的男孩屬於Dabballee層級，為童年的階段。過了八年後，他們進入Folle的層級。在這個年齡，他們被允許遠離他們的村莊，並進行較為輕量的工作。到了16歲，他們進入Qondaala層級，他們會開始遠距離狩獵和繁重的工作。在Qondaala層級要結束的三年之前，屬於加達層級的人聚集在一起，提名將來要組成主席團的領導者們，從而組建行政，司法和儀式當局的未來組團領導。在最終選舉之前的是漫長的談判運動。候選人在提名後，由該地區的支持者陪同下，在選舉前贏得人民的支持，每個候選人將以智慧、勇敢、健康和身體素質為標準來贏得選舉。
在Kuusa層級中，先前所選出的領導人開始正式辦公，他們在自己群體之外，並還沒有承擔全部的權力。這是個人和加達體系中最重要的事件之一。在下一個層級，Raaba Doorii，成員允許可以結婚。這個層級和Kuusa層級是充分授權的準備期。在這段期間結束後，成員會進入整個體系中最重要的階級——Raaba層級或Gadaa層級，擔任執政者的位置。
前一個統治階級，Luba層級，現在成為Yuba層級。Yuba層級經過三個為期各為八年的時期，而後轉換到Gadamojjii層級。然後他們進入最後的層級，稱為Jaarsa層級，並且徹底地退休。

### 社會階層
如同非洲之角和東非的其他族群一樣，奧羅莫人的地區發展了由四個階層組成的社會分層。最高階層是貴族叫波蘭納（Borana），下面一層是加巴羅（Gabbaro）（大約17至19世紀的衣索比亞文本稱之為Dhalatta）。在這兩個上層人物之下是被鄙視的工匠，而最底層是奴隸。
在吉馬的伊斯蘭王國，奧羅莫社會的種姓地位主要由內婚、代代相傳的手工職業組成。每個種姓團體都有專門從事的職業，如：鐵工、木工、武器製作、陶藝、編織、皮革加工和打獵等特殊職業。奧羅莫社會中的人們都有一個特定的名字，如：Tumtu是金屬工匠，Fuga是陶匠，Faqi是製革師和皮革工人，Semmano為織布工，Gagurtu是養蜂人和蜂蜜製造者，Watta是獵人等。雖然奴隸是奧羅莫社會中的一個階層，但他們自己也是奴隸制的受害者。到十九世紀，奧羅莫奴隸被追捕，大部分奴隸在衣索比亞與蘇丹邊界的貢德拉（Gondar）和加拉巴特奴隸市場（Gallabat）以及紅海的馬薩瓦（Massawa）和塔胡拉（Tajura）市場銷售。

### 曆法
奧羅莫人發展了一套陰陽曆系統，可以追溯到十六世紀前期大遷徙之前，這個日曆很複雜，與中國、印度和瑪雅曆法相似。它與奧羅莫人的傳統宗教相聯繫，並用於安排選舉和權力轉移的加達制度。奧羅莫曆法是基於月球與七、八個特定星星或星團的連結關係，稱為Urji Dhaha（導星）。根據這個日曆系統，一個月大約30天，一年12個月；一個月的第一天是新月出現的那一天；一天（24小時）在日出時開始和結束。在奧羅莫曆法中，每月的每一天及每年的每一個月都有一個名字。一個月中的每一天並非預期的有29或30個名字，而是只有27個名字。十二個月裡，每個月都有27天排列，因此每個月初會向前移動2或3天。每月缺少的天數是3天左右的差距。這個曆法沒有星期，但是每月的每一天都有一個名字。根據這個曆法，奧羅莫人的新的一年從10月份開始。對於奧羅莫的計時專家來說，一個月27天中的每一天都有特別的意思和內涵。這些專家可以透過追蹤天文時間來判斷日、月、年和加達時期。他們同時又是天文學中的專家，通過檢查八個星星或星團和月亮的相對位置來確定每一天和每一個月。在天文觀測的基礎上，這些計時專家每兩三個月進行一次調整。頁面文字。

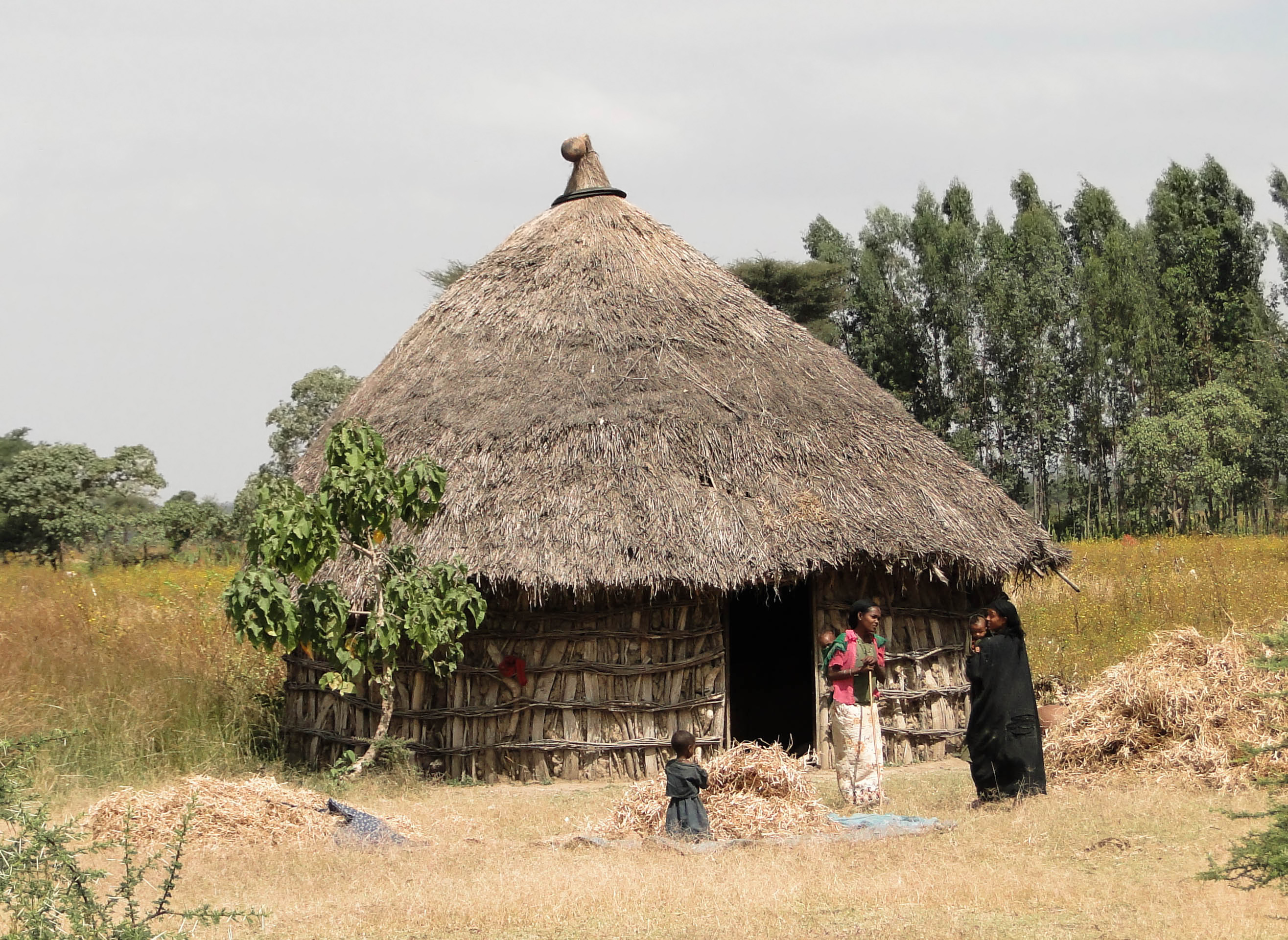
傳統奧羅莫人之住所。

## 產業

### 農業與觀光業
農業是奧羅莫人經濟的支柱。奧羅莫人仍然採用古老的方法，90％以上的人口依賴農業來維持生計。他們飼養種植各種農場動物和作物。農場動物包括牛、羊、山羊、驢、騾、馬、駱駝和雞。由於他們身為牧民的悠久傳統，奧羅莫人是畜牧業的專家。對於一些人來說，養牛仍然是其主要的職業。
由於奧羅米亞州氣候宜人，土壤富饒，種植了許多種作物，但通常幾乎不需要灌溉。通常一種、甚至兩種作物可以在同一領域內能夠每年收穫。主要的糧食作物有穀物（小麥，大麥，大豆，高粱，玉米，小米等）、纖維作物（棉花）、根莖作物（馬鈴薯，甘藷，山藥等）、豆類作物（豌豆，豆類，鷹嘴豆，小扁豆等）、油料作物（亞麻）、果樹（柳橙，芒果，酪梨，香蕉，檸檬，鳳梨，桃子等）、香料（洋蔥，大蒜，香菜，薑等，而香菜和薑是野生生長的）和各種蔬菜，如秋葵，都是奧羅米亞州的當地作物。
許多重要作物都在奧羅米亞州自然生長，這些不同的作物是非常具有價值的自然資源。奧羅莫農民透過培育和種植世界上的作物為農業作出了貢獻，並因此發現了新的、較好種植的品種。主要的經濟作物是咖啡和巧茶。咖啡是許多國家的主要現金收入來源，起源於奧羅米亞州和鄰近地區的森林。具體來說，卡法省（Kaffa Province（页面存档备份，存于））被認為是咖啡的起源地。從這個地方開始，咖啡蔓延到全球其他地方。咖啡是吉貝州（Gibe region（页面存档备份，存于））的出口物品之一。從以前到現今，咖啡仍然是主要出口項目，佔衣索比亞殖民政權海外收入的60％以上。
該國還有豐富的野生動物和植物。在奧羅米亞州的水域和森林中有許多不同的物種，像是不同種類的魚、河馬和鱷魚等；陸地上的動物包括獅子、豹、犀牛、水牛、長頸鹿、野驢、斑馬、哥倫布猴和大象；有一些僅在奧羅米亞發現的野生動物，如安氏林羚、藪羚（特有種）、狐狸等；在湖泊和其他地方都有各種獨特的鳥類；這些生物是遊客和自然科學家的吸引力來源，當地觀光業也仰賴著自然生態與風景來吸引觀光客。奧羅米亞州的森林是優良木材的來源。雖然森林的主要部分自佔領以來已經被摧毀，但仍有一些仍在奧羅米亞之州的南部和西部。然而，這些森林受到管理不善的極大威脅，特別是因快速擴張的大型、商業化農場影響。在殖民時期，奧羅米亞州絕大部分被森林所覆蓋，然而現在的森林面積只剩下以前的5％至7％。除了森林的樹木以外，藥用植物和生產不同種類樹膠的樹木也生長得極為繁盛。沒藥、乳香和阿拉伯膠都可以從野生的樹上收集而來。森林除了作為木材之外，還能夠作為醫藥和口香糖的來源，以及在水土保持和保護野生動植物方面都很有用。同時，它們也具有重要的觀賞價值。

### 礦業
奧羅米亞州有重要的礦藏資源。位於奧羅米亞州的阿多拉（Adola（页面存档备份，存于）），位於韋勒加省的內喬、阿索薩以及柏柏河谷（Birbir River Valley）等地擁有黃金礦藏，該地居民利用現代化機械開採黃金，而黃金也是該地居民收入的主要來源。除了黃金之外，奧羅米亞州內也發現其他重要礦物，如：鉑、硫磺、鐵礦、銀和鹽等。
早在1900年，孟尼利克二世向一間瑞士公司授予了在韋勒加省的內喬礦山開採金、銀和其他礦物的權利，後來德國人由接手。英國、俄羅斯和意大利的公司也在同一州的優杜（Yubdo （页面存档备份，存于））和附近地區採集黃金和白金。衣索比亞政府在1986年宣佈在巴萊地區發現新的天然氣田，現今已知巴萊地區和哈勒爾地區存在大量的天然氣和石油。分散在奧羅米亞州的數百個溫泉也為經濟帶來極大的重要性，許多當地人與外國遊客都利用這些泉水已獲得藥用的療效和娛樂的功能，這些溫泉也是熱能的巨大潛在來源。因為河流、溪流和泉水的水源都很充足，同時河流中有許多瀑布，因此可以很輕易的發電。光是水力發電帶來的電力就可以很容易地滿足奧羅米亞州和幾個鄰國的電力需求。

## 生活

### 食物
奧羅莫人的主要食物是動物產品，包括牛肉、牛奶、奶酪、奶油和作為粥、麵包食用的穀物。奧羅莫人喝咖啡、蜂蜜酒和啤酒。一些奧羅莫人會咀嚼有提神作用的葉子。奧羅莫人的特色菜為「itoo」，用牛肉或雞肉、香料、辣椒和其他材料製成，和以小米製成的「bideena」麵包。有時候會以「mariqa」或「qincee」（由大麥製成）當早餐。「Ancootee」（一種由植物根部製成的食物）是奧羅莫西部部分地區的特殊食物。
而餐桌習慣為，所有家庭成員一起吃飯，家庭成員坐在凳子上，以木盤或盤子盛裝食物，用木製勺子飲用流體食物，用清潔過的手拿起固體食物。大多數奧羅莫人每天吃兩餐，分別為早上和晚上。奧羅莫穆斯林因宗教緣故不吃豬肉。

### 衣著
部分奧羅莫男人穿著「woya」（像寬外袍般的長袍），有些女人穿著「wandabiti」（裙子），有些女人穿著「qollo」和「sadetta」（棉製女性衣物），其他人則穿著皮革服裝或者皮革長袍。

### 教育
擁有讀寫能力的奧羅莫人非常少，可能不到整體的5％。奧羅莫人主要依賴家庭和社區教育，將知識傳授給年輕一代。老年的家庭和社區成員有責任教導孩子關於奧羅莫的文化、歷史、傳統和價值觀。當孩子們去殖民地學校時，奧羅莫口頭歷史學者和文化專家也會確保這些孩子也學習到關於奧羅莫社會的一切。

## 信仰與習俗
奧羅莫人主要信仰三種主要宗教：傳統的奧羅莫宗教、伊斯蘭教和基督教。在引進基督教和伊斯蘭教之前，奧羅莫人信仰自己的宗教。他們相信一尊神，名為「Waaqayoo」，通常被稱為「Waaqa」，近似英語中的God之意。奧羅莫人從來不會崇拜假神或雕像。Waaqa是一切的創造者，一切生命的源泉，無處不在，無法容忍不公正、罪惡和虛偽。Qaallu是一個身分是主教，也是一位宗教和儀式專家，如同在基督教世界的主教和在穆斯林中的伊瑪目般。「Qaallu機構」是奧羅莫文化和社會中最重要的機構之一，被認為自從神話時代以來就存在。此機構是奧羅莫文化的一個非常重要的保存者和保護者，概念就跟阿比西尼亞東正教教堂是阿比西尼亞文化的保護者相同。近千年來，奧羅莫人一直與伊斯蘭教和基督教等其他宗教不斷接觸。如：伊斯蘭教在約西元900年便在東西瓦地區發展，基督教甚至在此之前就出現。但是，為了支持和捍衛自己的傳統宗教，奧羅莫持續長時間地抵制了這些外來宗教。
然而，時至今日，大多數奧羅莫人都是伊斯蘭教和基督教的信徒，但仍有少數人信仰原始奧羅莫宗教。伊斯蘭教後來在奧羅莫人間傳播據信是由於在衣索比亞殖民後的結果。奧羅莫人同時接受了伊斯蘭教和非東正教之基督教，因為他們將阿比西尼亞東正基督教與壓迫者視為同樣事物，並聲稱他們身分與阿比西尼亞人不同，而是相對的。
有許多奧羅莫人是伊斯蘭教或基督教的追隨者，但仍然信奉原始的奧羅莫宗教。蘭伯特·巴特斯（Lambert Bartels）便表達了這樣一個現實：「無論他們（奧羅莫人）是否成為基督教徒或穆斯林，奧羅莫姆傳統的神聖方式仍然幾乎沒有受到影響。儘管事實上，有幾種儀式和社會制度被表達出來，已經消失甚鉅或明顯地淹沒在新的禮儀斗篷裡」。
基督教在公元前340年傳入衣索比亞，當時為阿克蘇姆帝國掌政時期。衣索比亞在早期即為基督教國家，並持續到現今，基督教依然為最廣泛之宗教。伊斯蘭教在中世紀時期，橫跨亞丁灣並從沿海地區傳入了衣索比亞，造成了伊斯蘭君主之間彼此交戰的情況產生，如：哈蒂亞蘇丹國（Hadiya Sultanate（页面存档备份，存于））、巴里王國（Bali Kingdom（页面存档备份，存于））、伊法特蘇丹國（Sultanate of Ifat（页面存档备份，存于））、達瓦洛蘇丹國（Sultanate of Dawaro（页面存档备份，存于））、阿達爾蘇丹國（Adal Sultanate（页面存档备份，存于））等國。這些伊斯蘭王國統治且影響了奧羅莫人及他們的歷史。從1529年開始直到1559年結束，奧羅莫、基督徒和穆斯林之間為期三十年的戰爭，都消除了三方的政治優勢。奧羅莫人的宗教信仰更在社會、政治環境中改變。在十九世紀到二十世紀上半葉，不論是穆斯林所控制的地區或東正教主要地區，都不允許新教或天主教傳教士在他們的區域內傳播宗教，因此這些傳教團集中在衣索比亞南部省分的大部分地區，其中奧羅莫人遵循傳統宗教生活著。
在2007年，奧羅米亞州的人口普查中，調查對象包括了奧羅莫人和非奧羅莫人，其中48.7％的人口是基督徒，47.5％是穆斯林，3.3％是傳統信仰。在基督徒中，東正教人口佔基督教人口的30.5％，其次是新教徒（17.7％）和天主教徒（0.5％）。
據詹姆斯·米那罕（James B. Minahan）說，約有一半的奧羅莫人是遜尼派穆斯林，三分之一是衣索比亞東正教，其他大多是新教徒，或是遵循傳統的宗教信仰。傳統宗教在南奧羅莫人中較為常見，基督教在城市中心及附近地區較普遍，穆斯林在索馬利亞邊界和北部較盛行。

## 文學與藝術

### 手工藝
奧羅莫人擅長製作樂器，如kirar（五弦碗），masanqo（單弦小提琴）和鼓。奧羅莫人居住的某些地方，有金匠專門製作耳環、項鍊和其他金色物品。有些奧羅莫人則用角、陶器和皮革製作其他器具。

## 現況
由於奧羅莫人是被殖民者，他們的自然資源主要是由富有和強大的衣索比亞人及其支持者所佔有。大部分居住在鄉村的奧羅莫人缺乏基礎建設，如：電力、潔淨的水、適當居所、運輸、診所和醫院等。奧羅莫地區的河流所生產的電力主要都是由安哈拉人和提格蘭人（Tigrayan（页面存档备份，存于））使用。
飢餓是奧羅莫人的一個主要問題，許多人把它歸因於衣索比亞政府的剝削。由於奧羅莫人一直被衣索比亞一系列政權剝奪受教育的機會，因此能夠成為中產階級的人非常少數。然而，這個階層的生活條件比大多數奧羅莫人的生活條件還要好，這個階層的人主要住在都市或城鎮。
由於奧羅莫解放陣線與衣索比亞政府軍之間的軍事衝突，奧羅莫農民不斷被威脅、被謀殺或被政府監禁的事情時常發生。衣索比亞政府奪取他們的財產，聲稱奧羅莫人藏匿游擊戰士。由於貧困、戰爭、缺乏現代化的農耕方式、缺乏教育和剝削，奧羅莫人的生活水平很低。他們生活在擁擠不堪的住宅裡，這些住宅卻住了大量的人。

### 衣索比亞內戰

奧羅莫解放陣線的旗幟

1973年，奧羅莫人對他們立場的不滿，因此創立了奧羅莫解放陣線，奧羅莫解放陣線在奧羅莫地區開始發動政治動亂。

### 人權議題
2009年12月，由人權倡導者（Advocates for Human Rights）彙編的96頁報告，題為「衣索比亞的人權：透過奧羅莫離散居民的眼睛」（Human Rights in Ethiopia: Through the Eyes of the Oromo Diaspora），記錄了衣索比亞的連續三個政權之下，侵犯奧羅莫人人權的行為：海爾·塞拉西掌權下的衣索比亞帝國、德爾格政權以及現今由提格雷人民解放陣線主導的政府衣索比亞人民革命民主陣線。現今政府被指控逮捕了大約20,000名被懷疑是奧羅莫解放陣線（OLF）成員的人，驅逐大多數奧羅莫解放陣線領導階層，並有效地摧毀奧羅莫解放陣線在衣索比亞的政治力量。
根據聯合國人權事務高級專員辦事處（Office of the United Nations High Commissioner for Human Rights,OHCHR），在2005年至2008年8月間，記錄了衣索比亞政府安全部隊對奧羅莫人進行的594起司法外殺害事件和43名受到拘禁的受害者。
從2015年11月開始，主要由奧羅莫人發起的大規模抗議活動中，規模遍及首都阿迪斯阿貝巴到奧羅米亞州。根據權利倡導者和獨立監督者紀錄，超過500人遇難，多人受傷。抗議活動也已經蔓延到其他族裔，且充滿更廣泛、更多的社會不滿。由於2016年10月奧羅莫人和安哈拉人的抗議活動，衣索比亞宣布進入緊急狀態 （页面存档备份，存于）。
時至今日，成千上萬的奧羅莫人被關在秘密集中營和監獄，只是因為具有奧羅莫人的身分。一些奧羅莫的活動家或疑似活動分子被衣索比亞士兵殺害，他們的身體被扔在街頭上，意在恐嚇奧羅莫人，阻止他們支持奧羅莫民族運動。人權觀察、奧羅米亞支持組織（Oromia Support Group,OSG）和國際特赦組織等人權機構見證了許多旨在減少侵犯人權行為的締約。

## 参阅
1. ↑  "Census 2007" 的存檔，存档日期February 14, 2012，..
2. ↑  . Kenya National Bureau of Statistics.   [21 July 2024]. （原始内容存档于5 June 2020）. 276,236 Borana, 141,200 Gabra, 92,086 Orma, 27,006 Sakuyye and 20,103 Waata
3. ↑  . Ethnologue.   [27 September 2023]. （原始内容存档于2023-03-09）.
4. ↑  .   [2024-08-10]. （原始内容存档于2023-06-18）.
5. ↑  . www.careerforcemn.com.   [2024-08-10]. （原始内容存档于2024-07-25）.
6. ↑  . 25 July 2024  [2024-08-10]. （原始内容存档于2024-12-06）.
7. ↑  Australian Bureau of Statistics 2021, Census of Population and Housing: Cultural diversity data summary, 2021, 28 June 2022,  的存檔，存档日期10 November 2022.
8. ↑  . UNHCR Refworld. United States Bureau of Citizenship and Immigration Services. 28 April 1998  [2024-08-10]. （原始内容存档于2021-02-05）.
9. ↑  Joireman, Sandra F. . Universal-Publishers. 1997: 1. ISBN 1-58112-000-1.
10. ↑  Sarah Tishkoff;  et al.  (PDF). Science. 2009, 324 (5930): 1035–44  [2017-12-07]. Bibcode:2009Sci...324.1035T. PMC 2947357 . PMID 19407144. doi:10.1126/science.1172257. （原始内容 (PDF)存档于2017-08-08）.
11. ↑  Frederick C. Mish. . Merriam-Webster Inc,. 2003: 876. ISBN 978-0877798071.
12. ↑  Ta'a, Tesema. . Otto Harrassowitz Verlag. 2006: 17. ISBN 978-3-447-05419-5.
13. ↑  Anthony Appiah; Henry Louis Gates. . Oxford University Press. 2010: 433  [2017-05-01]. ISBN 978-0-19-533770-9. （原始内容存档于2017-03-23）.
14. ↑  .   [2017-05-01]. （原始内容存档于2021-01-05）.
15. ↑  Donald N. Levine. . University of Chicago Press. 2014: 35–41. ISBN 978-0-226-22967-6.
16. ↑  John Ralph Willis. . Routledge. 2005: 122–127, 129–134, 137. ISBN 978-1-135-78017-3.
17. ↑  John Ralph Willis. . Routledge. 2005: 128–134. ISBN 978-1-135-78016-6.
18. ↑  Ira M. Lapidus. . Cambridge University Press. 2014: 483. ISBN 978-1-139-99150-6.
19. ↑  .   [2017-03-26]. （原始内容存档于2020-11-27）.
20. ↑  Ethiopia: People & Society （页面存档备份，存于）, CIA Factbook (2016)
21. ↑  . ethnologue.com).   [2017-05-01]. （原始内容存档于2009-01-16）.
22. ↑  Aguilar, Mario. . Journal of Religion in Africa, Vol. 26, Fasc. 1 (Feb., 1996), pp. 56–72.   [3 May 2017]. （原始内容存档于2020-08-28）.
23. ↑  S. Waldron, "The political economy of Harari–Oromo relationships (1554–1975)" （页面存档备份，存于）, p. 7 (Forced migration Online website, accessed 3 May 2017)
24. ↑  . Ethnorm.   [1 May 2017]. （原始内容存档于2013-12-03）.
25. ↑  . ethnologue.com.   [1 May 2017]. （原始内容存档于2012-11-07）.
26. ↑  . ethnologue.com.   [1 May 2017]. （原始内容存档于2012-11-23）.
27. ↑  Jonathan Owens, A Grammar of Harar Oromo (Buske Verlag, 1985; ISBN 3-87118-717-8), p. 29.
28. ↑  Owens, A Grammar of Harar Oromo, p. 35.
29. ↑  Owens, A Grammar of Harar Oromo, pp. 36-37.
30. ↑  Owens, A Grammar of Harar Oromo, p. 37.
31. ↑  . University of Pennsylvania, School of African Studies.   [2017-05-02]. （原始内容存档于2005-09-24）.
32. ↑  . April 17, 2000  [1 May 2017]. （原始内容存档于2012年9月5日）.
33. ↑  R. J. Hayward and Mohammed Hassan.  44 (3). Bulletin of the School of Oriental and African Studies: 550–566. 1981.
34. ↑  .   [15 May 2017]. （原始内容存档于2010年7月9日）.
35. ↑  Stroomer, p. 4.
36. ↑  . Jimmatimes.com.   [1 May 2017]. （原始内容存档于2012年6月15日）.
37. ↑  . The Federal Democratic Republic of Ethiopia.   [3 May 2017]. （原始内容存档于2008年6月17日）.
38. ↑  . City Population.   [2017-05-05]. （原始内容存档于2018-10-12）.
39. ↑  .   [2017-05-03]. （原始内容存档于2013-03-30）.
40. ↑   （页面存档备份，存于），Oromia Region.
41. ↑  Tesema Ta'a. . Otto Harrassowitz Verlag. 2006: 17–19 with footnotes. ISBN 978-3-447-05419-5.
42. 1 2  Richard Pankhurst. . The Red Sea Press. 1997: 279–280. ISBN 978-0-932415-19-6.
43. ↑  Mohammed Hassen. . Boydell & Brewer. 2015: 222–225. ISBN 978-1-84701-117-6.
44. 1 2  Donald N. Levine. . University of Chicago Press. 2000: 78–89. ISBN 978-0-226-47561-5.
45. 1 2 3 4  W.A. Degu, "Chapter 7 Political Development in the Pre-colonial Horn of Africa" （页面存档备份，存于）, The State, the Crisis of State Institutions and Refugee Migration in the Horn of Africa: The Cases of Ethiopia, Sudan and Somalia, Thela Thesis (Amsterdam, 2002), page 142
46. 1 2  Richard Pankhurst. . The Red Sea Press. 1997: 281–283. ISBN 978-0-932415-19-6.
47. ↑  Marianne Bechhaus-Gerst. Kevin Shillington , 编. . Routledge. 2013: 1182–1183. ISBN 978-1-135-45670-2.
48. ↑   (PDF).   [2017-05-06]. （原始内容存档 (PDF)于2015-09-24）.
49. ↑  W.A. Degu, "Chapter 7 Political Development in the Pre-colonial Horn of Africa" （页面存档备份，存于）, The State, the Crisis of State Institutions and Refugee Migration in the Horn of Africa: The Cases of Ethiopia, Sudan and Somalia, Thela Thesis (Amsterdam, 2002), page 142
50. ↑  Paul Trevor William Baxter, Jan Hultin, Alessandro Triulzi. Being and Becoming Oromo: Historical and Anthropological Enquiries' （页面存档备份，存于）. Nordic Africa Institute (1996) pp. 123–124
51. ↑  Aṣma Giyorgis, Bairu Tafla Aṣma Giyorgis and His Work: History of the Gāllā and the Kingdom of Šawā （页面存档备份，存于）. Franz Steiner Verlag Wiesbaden GmbH (1987) pp. 439 Google Books
52. ↑  Young female Galla slaves served as concubines and household workers,Bernard Lewis. . Oxford University Press. 1992: 74–75. ISBN 978-0-19-505326-5.
53. ↑  Paul E. Lovejoy. . Cambridge University Press. 2011: 24–25. ISBN 978-1-139-50277-1.
54. 1 2 3  Rudolph T. Ware. David Eltis; Stanley L. Engerman , 编. . Cambridge University Press. 2011: 72–74. ISBN 978-1-316-18435-6.
55. ↑  Gérard Prunier; Éloi Ficquet. . Oxford University Press. 2015: 51. ISBN 978-1-84904-618-3.
56. 1 2  John Ralph Willis. . Routledge. 2005: 122–127, 137. ISBN 978-1-135-78017-3.
57. ↑  Paul E. Lovejoy. . Cambridge University Press. 2011: 149–150. ISBN 978-1-139-50277-1.
58. ↑  Benjamin Reilly. . Ohio University Press. 2015: 116–117. ISBN 978-0-8214-4540-2.
59. 1 2  John Ralph Willis. . Routledge. 2005: 128–134  [2017-05-08]. ISBN 978-1-135-78016-6. （原始内容存档于2020-12-14）.
60. ↑  Ehud R. Toledano. . Princeton University Press. 2014: 15–27. ISBN 978-1-4008-5723-4.
61. ↑  Bernard Lewis. . Oxford University Press. 1992: 74–75. ISBN 978-0-19-505326-5.
62. ↑  Richard Pankhurst The Ethiopian Borderlands: Essays in Regional History from Ancient Times to the End of the 18th Century （页面存档备份，存于）, 1997. p. 284, 423
63. 1 2  J. Bermudez The Portuguese Expedition to Abyssinia in 1541–1543 as Narrated by Castanhoso （页面存档备份，存于）, 1543. p. 229.
64. ↑  Richard Pankhurst The Ethiopian Borderlands: Essays in Regional History from Ancient Times to the End of the 18th Century - Google Books" （页面存档备份，存于）: , 1997. p. 325.
65. ↑  Ehud R. Toledano. . Princeton University Press. 2014: 31–34. ISBN 978-1-4008-5723-4., Quote: "The first section of this [slave] trade was in the hands of Ethiopian dealers who drove the slaves from the southern and southwestern Galla, Sidama and Gurage principalities to the central Amhara provinces. (...) the average Afar caravan consisted of thirty to fifty merchants and about two hundred slaves."
66. 1 2  Ira M. Lapidus. . Cambridge University Press. 2014: 483. ISBN 978-1-139-99150-6.
67. ↑  " Chisholm, Hugh (编). . . Volume 11 (第11版). London: Cambridge University Press: 414. 1911.
68. ↑   (PDF).   [2017-05-06]. （原始内容 (PDF)存档于2012-03-05）.
69. ↑  Donald Levine, Greater Ethiopia, the Evolution of a multicultural society (University of Chicago Press: 1974)
70. ↑  Donald N. Levine 2014，第85, 136頁.
71. ↑  Donald N. Levine 2014，第85-86頁.
72. ↑  Donald N. Levine 2014，第85頁.
73. ↑  . Lcweb2.loc.gov.   [2017-05-06]. （原始内容存档于2013-03-18）.
74. ↑  . Lcweb2.loc.gov.   [2017-05-06]. （原始内容存档于2013-03-18）.
75. ↑  John Ralph Willis. . Routledge. 2005: 126. ISBN 978-1-135-78017-3.
76. ↑  E. R. Toledano. . Princeton University Press. 2014: 15–16, 21–22, 24–31. ISBN 978-1-4008-5723-4.
77. ↑  Richard Pankhurst (1976), stable/40758604 The Beginnings of Oromo Studies in Africa: Rivista trimestrale di studi e documentazione dell'Istituto italiano per l'Africa e l'Oriente, Anno 31, No. 2 (GIUGNO 1976), pp. 171-172]
78. 1 2 3 4 5  Abdussamad Ahmad. William Gervase Clarence-Smith , 编. . Routledge. 2013: 93–99. ISBN 978-1-135-18214-4.
79. 1 2 3 4 5  Timothy Fernyhough. William Gervase Clarence-Smith , 编. . Routledge. 2013: 103–106, 108–112, see Table 2 e.g. ISBN 978-1-135-18214-4.
80. ↑  W. G. Clarence-Smith The Economics of the Indian Ocean Slave Trade in the Nineteenth Century （页面存档备份，存于）. Psychology Press (1989) pp. 108 and 93 Google Books
81. ↑  W. G. Clarence-Smith The Economics of the Indian Ocean Slave Trade in the Nineteenth Centuryy （页面存档备份，存于）. Psychology Press (1989) pp. 106-115 Google Books
82. ↑  Harold G. Marcus A History of Ethiopia （页面存档备份，存于）. University of California Press (1994) pp. 55 Google Books
83. 1 2 3 4  Harold G. Marcus A History of Ethiopia （页面存档备份，存于）. University of California Press (1994) pp. 55 Google Books
84. ↑  Donald N. Levine 2014，第156, According to Levine, this was a large part of the increased slave trade in the first half of the nineteenth century.頁.
85. ↑  G.W.B. Huntingford. . International African Institute (Republished: Routledge). 1969: 31, 126. ISBN 978-1138232174.
86. ↑  Harold G. Marcus. . University of California Press. 1994: 55–56. ISBN 978-0-520-08121-5.
87. ↑  Gwyn Campbell; Suzanne Miers; Joseph Calder Miller. . Ohio University Press. 2007: 215–228. ISBN 978-0-8214-1723-2.
88. ↑  W. G. Clarence-Smith The Economics of the Indian Ocean Slave Trade in the Nineteenth Centuryy （页面存档备份，存于）. Psychology Press (1989) pp. 93 Google Books
89. ↑  Declich, Francesca. . Northeast African Studies (Johns Hopkins University Press). 2009, 10 (3): 46, 45–69  [2017-05-10]. doi:10.1353/nas.0.0024. （原始内容存档于2018-06-02）.
90. ↑  Declich, Francesca. . Northeast African Studies (Johns Hopkins University Press). 2009, 10 (3): 54, 62–64  [2017-05-10]. doi:10.1353/nas.0.0024. （原始内容存档于2018-06-02）.; Note: Declich mentions that Oromo were not only one enslaved and traded in Somali markets, Bantu and Swahili origin women as well were traded as sex slaves and domestic servile work but they attracted lower prices.
91. ↑  R. W. Beachey The slave trade of eastern Africa, Volume 1 （页面存档备份，存于）. Barnes & Noble Books-Imports (1976) pp. 149-150, 158-159
92. ↑  W. G. Clarence-Smith The Economics of the Indian Ocean Slave Trade in the Nineteenth Centuryy （页面存档备份，存于）. Psychology Press (1989) pp. 106 Google Books
93. ↑  International African Institute Ethnographic Survey of Africa, Volume 5, Issue 2 （页面存档备份，存于）. (1969) pp. 31 Google Books
94. 1 2  Atsuko Karin Matsuoka; John Sorenson. . University of Toronto Press. 2001: 39–41. ISBN 978-0-8020-8331-9.
95. 1 2  Mohammed Hassen, Conquest, Tyranny, and Ethnocide against the Oromo: A Historical Assessment of Human Rights Conditions in Ethiopia, ca. 1880s–2002 , Northeast African Studies Volume 9, Number 3, 2002 (New Series)
96. ↑  Mekuria Bulcha, Genocidal violence in the making of nation and state in Ethiopia, African Sociological Review
97. ↑  Alemayehu Kumsa, Power and Powerlessness in Contemporary Ethiopia, Charles University in Prague
98. ↑  Haberland, "Amharic Manuscript", pp. 241f
99. ↑  Alemayehu Kumsa, Power and Powerlessness in Contemporary Ethiopia, Charles University in Prague pp. 1122
100. ↑  Eshete Gemeda, African Egalitarian Values and Indigenous Genres: A Comparative Approach to the Functional and Contextual Studies of Oromo National Literature in a Contemporary Perspective （页面存档备份，存于）, pp 186;
A. K. Bulatovich Ethiopia Through Russian Eyes: Country in Transition, 1896-1898, translated by Richard Seltzer, 2000 pp. 68
101. ↑  Aleksandr Ksaver'evich Bulatovich Ethiopia Through Russian Eyes: Country in Transition, 1896-1898- Google Books" （页面存档备份，存于）: , 2000. p. 69.
102. ↑  Aleksandr Ksaver'evich Bulatovich Ethiopia Through Russian Eyes: Country in Transition, 1896-1898- Google Books" （页面存档备份，存于）: , 2000. p. 68.
103. ↑  Aleksandr Ksaver'evich Bulatovich Ethiopia Through Russian Eyes: Country in Transition, 1896-1898- Google Books": , 2000. p. 11.
104. ↑  Aleksandr Ksaver'evich Bulatovich Ethiopia Through Russian Eyes: Country in Transition, 1896-1898- Google Books" （页面存档备份，存于）: , 2000. p. 12.
105. ↑  Peter Gill Famine and Foreigners: Ethiopia Since Live Aid （页面存档备份，存于） Oxford University Press, 2010 Google Books
106. ↑  Bulcha, Mekuria. . Nordic Africa Institute. : 39–40  [16 May 2017]. （原始内容存档于2020-08-21）.
107. ↑  Ahmad, Akbar. . Brookings Institution Press. : 233  [16 May 2017]. （原始内容存档于2020-08-21）.
108. ↑  Mengisteab, Kidane. . Greenwood Publishing Group. 1999: 240  [16 May 2017]. （原始内容存档于2020-08-21）.
109. ↑  Paulos Milkias, Getachew Metaferia The Battle of Adwa: Reflections on Ethiopia's Historic Victory Against European Colonialism. Algora Publishing (2005) pp. 274-275 Google Books
110. ↑  . Lcweb2.loc.gov.   [2017-05-16]. （原始内容存档于2013-03-18）.
111. ↑  Fikre Tolossa Nobles of Oromo Descent Who Ruled Ethiopia （页面存档备份，存于）. Ethiopian Review (1992)
112. ↑  Harold D. Nelson, Irving Kaplan Ethiopia, a Country Study, Volume 28. American University, Foreign Area Studies (1981) pp. 14 Google Books
113. ↑  Trevor, Paul. . Nordic Africa Isntitute. : 32  [16 May 2017]. （原始内容存档于2020-08-21）.
114. ↑  Atsuko Karin Matsuoka; John Sorenson. . University of Toronto Press. 2001: 40–42. ISBN 978-0-8020-8331-9.
115. ↑  Chris Prouty Empress Taytu and Menilek II: Ethiopia, 1883-1910. Ravens Educational & Development Services (1986) pp. 25 Google Books
116. ↑  Chris Prouty Empress Taytu and Menilek II: Ethiopia, 1883-1910. Ravens Educational & Development Services (1986) pp. 156 & 157 Google Books
117. ↑  Kjetil Tronvoll, Ethiopia, a new start?, (Minority Rights Group: 2000)
118. ↑  Peter Woodward, Conflict and peace in the Horn of Africa: federalism and its alternatives, (Dartmouth Pub. Co.: 1994), p.29.
119. ↑  Haile Selassie I, My Life and Ethiopia's Progress: The Autobiography of Emperor Haile Sellassie I, translated from Amharic by Edward Ullendorff. (New York: Frontline Books, 1999), vol. 1 p. 13
120. ↑  Atsuko Karin Matsuoka; John Sorenson. . University of Toronto Press. 2001: 45–46. ISBN 978-0-8020-8331-9.
121. ↑  Atsuko Karin Matsuoka; John Sorenson. . University of Toronto Press. 2001: 40–47. ISBN 978-0-8020-8331-9.
122. ↑  Paul Trevor William Baxter; Jan Hultin; Alessandro Triulzi. . Nordic Africa Institute. 1996: 71–75. ISBN 978-91-7106-379-3.
123. 1 2   （页面存档备份，存于），FAMILY LIFE
124. 1 2 3 4  .   [2017-05-01]. （原始内容存档于2019-11-30）.
125. ↑   （页面存档备份，存于），Gadaa System.
126. ↑  J. Abbink (1985), Review: Oromo Religion. Myths and Rites of the Western Oromo of Ethiopia by Lambert Bartels, Journal: Anthropos, Bd. 80, H. 1./3. (1985), pages 285-287
127. ↑  Paul Trevor William Baxter; Jan Hultin; Alessandro Triulzi. . Nordic Africa Institute. 1996: 254–256. ISBN 978-91-7106-379-3.
128. ↑  Quirin, James. . The International Journal of African Historical Studies (Boston University African Studies Center). 1979, 12 (2): 235  [1 May 2017]. doi:10.2307/218834. （原始内容存档于2021-03-08）.;
Haji, Abbas. . Cahiers d'études africaines (PERSEE). 1997, 37 (146): 290, 297, context: 289–318  [1 May 2017]. doi:10.3406/cea.1997.3515. （原始内容存档于2021-03-08） （法语）.
129. ↑  Asafa Jalata (2010), Oromo Peoplehood: Historical and Cultural Overview （页面存档备份，存于）, Sociology Publications and Other Works, University of Tennessee Press, page 12, see "Modes of Livelihood" section
130. ↑  Eike Haberland（德语：Eike Haberland） (1993), Hierarchie und Kaste : zur Geschichte und politischen Struktur der Dizi in Südwest-Äthiopien, Stuttgart : Steiner, ISBN 978-3515055925 (in German), pages 105-106, 117-119
131. ↑  Herbert S. Lewis. . The Red Sea Press. 1965: 53–54  [2017-05-02]. ISBN 978-1-56902-089-0. （原始内容存档于2020-09-02）.
132. ↑  Donald N. Levine 2014，第195–196頁.
133. ↑  Ernesta Cerulli. . Istituto Orientale di Napoli, Harvard University Press. 1922: 341–355.
134. ↑  William Gervase Clarence-Smith. . Routledge. 2013: 93–97. ISBN 978-1-135-18214-4.
135. ↑  Ronald Segal. . MacMillan. 2002: 154. ISBN 978-0-374-52797-6.
136. ↑  Said S. Samatar. . The Red Sea Press. 1992: 79–80. ISBN 978-0-932415-70-7.
137. ↑  Clive L. N. Ruggles. . ABC-CLIO. 2005: 45–46. ISBN 978-1-85109-477-6.
138. ↑  Doyle, Laurance R. The Borana Calendar REINTERPRETED. Current Anthropology. Physics and Astronomy Department, University of California, Santa Cruz, at NASA Ames Research Center, Space Sciences Division, M.S., retrieved:1 May 2017.
139. ↑  Afe Adogame. . Routledge. 2016: 50. ISBN 978-1-317-01863-6.
140. ↑   （页面存档备份，存于），Oromo Calendar.
141. ↑   （页面存档备份，存于），Oromo Economy。
142. 1 2   （页面存档备份，存于），FOOD
143. ↑   （页面存档备份，存于），CLOTHING
144. ↑   （页面存档备份，存于），EDUCATION
145. 1 2  Erwin Fahlbusch. . Wm. B. Eerdmans Publishing. 1999: 157–158. ISBN 978-90-04-11695-5.
146. 1 2  Tesema Ta'a. . Otto Harrassowitz Verlag. 2006: 22–24. ISBN 978-3-447-05419-5.
147. ↑  Erwin Fahlbusch. . Wm. B. Eerdmans Publishing. 1999: 158–159. ISBN 978-90-04-11695-5.
148. 1 2   (PDF), Ethiopia, 2007  [2017年5月21日], （原始内容 (PDF)存档于2016年2月10日）
149. ↑  James B. Minahan. . ABC-CLIO. 2016: 319–320. ISBN 978-1-61069-954-9.
150. ↑  Oromo people （页面存档备份，存于） Encyclopædia Britannica
151. ↑   （页面存档备份，存于），CRAFTS AND HOBBIES
152. ↑   （页面存档备份，存于），Human Rights in Ethiopia: Through the Eyes of the Oromo Diaspora
153. ↑   (PDF).   [2017-05-23]. （原始内容存档 (PDF)于2017-02-05）.
154. ↑   （页面存档备份，存于），Oromia Support Group(OSG)
155. ↑   (PDF).   [2017-05-23]. （原始内容存档 (PDF)于2017-09-19）.
156. ↑  . 8 January 2015  [2017-05-23]. （原始内容存档于2016-01-08）.
157. 1 2  . The Economist. 26 March 2016  [16 May 2017]. （原始内容存档于2018-03-01）.
158. ↑   （页面存档备份，存于），SOCIAL PROBLEMS